# فولینی
فولینی (به فرانسوی: Fouligny) یک کمون در فرانسه است که در Canton of Faulquemont واقع شده‌است.

## خصوصیات
فولینی ۵٫۹۶ کیلومترمربع مساحت و ۱۹۱ نفر جمعیت دارد و ۲۲۲ متر بالاتر از سطح دریا واقع شده‌است.